# Гольч (Чечерский район)
Гольч (бел. Гольч) — посёлок в Ровковичском сельсовете Чечерском районе Гомельской области Беларуси.

## География

### Расположение
В 21 км на юго-запад от Чечерска, 18 км от железнодорожной станции Буда-Кошелёвская (на линии Гомель — Жлобин), 46 км от Гомеля.

### Гидрография
На юге и западе мелиоративные каналы, соединённые с рекой Любича (приток реки Чечора).

## Транспортная сеть
Рядом шоссе Довск — Гомель. Планировка состоит из короткой прямолинейной улицы, ориентированной с юго-востока на северо-запад и застроенной двусторонне деревянными усадьбами.

## История
Основан в начале XX века переселенцами из соседних деревень. В 1926 году работал почтовый пункт, в Кораблищанском сельсовете Чечерского района Гомельского округа. В 1929 году организован колхоз. 12 жителей погибли на фронтах Великой Отечественной войны. Согласно переписи 1959 года в составе подсобного хозяйства районного производственного объединения «Сельхозхимия» имени А. В. Суворова (центр — деревня Ровковичи).

## Население

### Численность
- 2004 год — 18 хозяйств, 24 жителя.

### Динамика
- 1926 год — 19 дворов, 108 жителей.
- 1959 год — 169 жителей (согласно переписи).
- 2004 год — 18 хозяйств, 24 жителя.